# Lucjusz Witeliusz (ojciec)
Lucjusz Witeliusz (ur. prawdopodobnie 7 p.n.e., zm. 51) - czwarty syn Publiusza Witeliusza, konsul w 34, 43 i 47, prokonsul Syrii 35-37, cenzor 47-48. Jako prokonsul Syrii odwołał Poncjusza Piłata z urzędu prefekta Judei. 
Z małżeństwa z Sekstylią miał synów Aulusa Witeliusza, późniejszego cesarza, oraz Lucjusza. 
Pojawia się w powieściach Paula L. Maiera: Poncjusz Piłat i Rzym w płomieniach.